# مرتضى (اسم)
مرتضى هو اسم علم مذكر من أصل عربي، ومعناه هو من الفعل ارتضى، المقبول المراد المطلوبة صحبته.

## شخصيات تحمل الاسم
- مرتضى آويني (مصور إيراني، 23 سبتمبر 1947 – 9 أبريل 1993)
- مرتضى أحمدي (ممثل إيراني، 1 نوفمبر 1924 – 21 ديسمبر 2014)
- مرتضى الأنصاري (من كبار علماء الشيعة في القرن الثالث عشر، 13 مايو 1800 – 18 نوفمبر 1864[2][3])
- مرتضى الحسيني الشيرازي (موظف ديني عراقي، 1964 – )
- مرتضى باشايي (13 أغسطس 1984 – 14 نوفمبر 2014)
- مرتضى بوتو (سياسي باكستاني، 18 سبتمبر 1954 – 20 سبتمبر 1996)
- مرتضى بورعليغنجي (لاعب كرة قدم إيراني، 19 أبريل 1992[4] – )
- مرتضى تبريزي (لاعب كرة قدم إيراني، 6 يناير 1991[5] – )
- مرتضى فال (لاعب كرة قدم سنغالي، 26 ديسمبر 1987[6] – )
- مرتضى كرماني مقدم (لاعب كرة قدم إيراني، 11 يوليو 1965 – )
- مرتضي المطهري سياسي ايراني
- مرتضى البروجردي فقيه شيعي اغتيال في زمن صدام
- مرتضى بوتو سياسي باكستاني شيعي
- علي المرتضى الامام الأول عند  الشيعة الاثنا عشرية   والخليفة الرابع عند السنة

## وصلات خارجية
- موسوعة السلطان قابوس لأسماء العرب